# Оуэн, Майкл (регбист)
Майкл Джеймс Оуэн (англ. Michael James Owen, родился 7 ноября 1980 года в Понтиприте) — валлийский регбист, выступавший на позиции форварда третьей линии и игравший преимущественно на позиции фланкера. В течение своей игровой карьеры выступал за клубы «Понтиприт», «Дрэгонс» и «Сарацины», на международном уровне представлял сборную Уэльса, а также играл в 2005 году за команду «Британские и ирландские львы».

## Клубная карьера
Учился в школе Брин Келинног в Беддау. Регби занимался с шести лет, играя за команду Беддау. Выступал за клуб «Понтиприт» в 1990—2003 годах, в 1999 году дебютировал в товарищеской встрече клуба против Канады. Вскоре ушёл из клуба, когда тот объединился с «Бриджендом» в клуб «Селтик Уорриорз». В 2003—2008 годах Оуэн играл за клуб «Ньюпорт Гвент Дрэгонс» в Кельтской Лиге.
В сезоне 2008/2009 Оуэн стал игроком английского клуба «Сарацины», заключив с клубом двухлетний контракт. В июле 2010 года Оуэн вынужден был завершить карьеру из-за очередной незалеченной травмы колена. Травмы преследовали его всю карьеру:  в частности, в 2006 году он перенёс операцию на плече

## Карьера в сборных
Выступал за сборную Уэльса до 19 лет на домашнем чемпионате мира 1999 года и дошёл с ней до финала, в котором валлийцы проиграли Новой Зеландии. В составе сборной Уэльса до 21 года выступал в турне по Канаде и Японии. Играл также за вторые сборные Уэльса. В хронологическом списке регбистов, дебютировавших за сборную Уэльса, Майкл Оуэн является 1000-м по счёту таковым регбистом. Дебютную игру он провёл 8 июня 2002 года в Блумфонтейне против сборной ЮАР, когда валлийской сборной руководил Стив Хансен. В составе сборной Уэльса в 2005 году он стал капитаном команды в связи с тем, что травму получил тогдашний капитан Гарет Томас: на Кубке шести наций не без помощи Оуэна валлийцы обыграли Францию, выиграв и Кубок шести наций, и свой первый в своей истории Большой шлем.
Несмотря на залеченную в 2006 году Оуэном травму плеча, тренер сборной Гарет Дженкинс не взял его на осенние тест-матчи и Кубок шести наций 2007 года, хотя Оуэн позже был дозаявлен на игру 11 ноября 2006 года против «Пасифик Айлендерс». В 2007 году Оуэн выступил на своём первом и единственном чемпионате мира, сыграв все четыре встречи группового этапа. По стечению обстоятельств, игра 29 сентября 2007 года против Фиджи, в которой валлийцы сенсационно проиграли 34:38 и не попали в плей-офф, стала для него последней за сборную. Всего он провёл 41 матч за сборную, набрав 10 очков благодаря двум попыткам.
23 мая 2005 года Майкл Оуэн провёл свой единственный матч за сборную команду «Британские и ирландские львы», который прошёл в Кардиффе на стадионе «Миллениум» против Аргентины. Игра проходила в канун турне «Львов» по Новой Зеландии. Вскоре Оуэн покинул расположение сборной, поскольку ожидал рождения второго ребёнка в семье.

### Попытки за сборную
| Номер | Противник | Город          | Стадион   | Турнир                          | Дата            | Счёт           |
| ----- | --------- | -------------- | --------- | ------------------------------- | --------------- | -------------- |
| 1     | Шотландия | Кардифф, Уэльс | Миллениум | Контрольные матчи перед ЧМ-2003 | 30 августа 2003 | 23:9 (победа)  |
| 2     | Фиджи     | Кардифф, Уэльс | Миллениум | Осенние тест-матчи 2005 года    | 11 ноября 2005  | 11:10 (победа) |

## Стиль игры
Оуэн выступал на позиции восьмого, однако также мог выступать как фланкер. Его основным преимуществом было умение отдавать точный пас. Отлично читал игру, был связующим звеном между линиями нападающих и защитников.

## После игровой карьеры
После завершения карьеры Оуэн поступил в университет Хертфордшира, где изучал бизнес по программе магистратуры. В марте 2010 года стал тренером клуба «Хертфорд», тренируя её в Национальной Лиге 2, а в 2011 году работал на телеканале ITV комментатором матчей чемпионата мира в Новой Зеландии. С сентября 2013 года является тренером регбийного клуба колледжа Хейлейбери, сотрудничая с академией «Сарацинов».
В 2020 году раскритиковал политику Валлийского регбийного союза, заявив, что развал клубного регби в Уэльсе пагубно сказывается на играх команд Про14 в еврокубках и выступлении национальной сборной, и призвал сократить количество матчей Про14 наполовину, а также возродить валлийский чемпионат, учредив валлийскую Премьер-Лигу.

## Личная жизнь
Отец — Колин, инженер электростанции, в прошлом игрок клубов «Понтиприт» и «Понтипул» (выступал на позиции форварда третьей линии). Майкл познакомился со своей супругой Люси, когда ей было 15 лет: они учились в одной школе. Есть трое детей (Элли, Оливия, Сони). По ходу карьеры окончил университет Гламоргана, получив степень бакалавра по бизнесу.